# Бикбаев, Ильдар Зинурович
Бикбаев Ильдар Зинурович (род. 15 февраля 1959, Иглинский район Республики Башкортостан, с. Урман) — депутат Государственной думы VII созыва от «Единой России», бывший руководитель Аппарата общественной палаты Республики Башкортостан, председатель Совета Регионального общественного Фонда поисковых отрядов Республики Башкортостан, член регионального штаба Общероссийского народного фронта.

## Биография
Бикбаев Ильдар Зинурович родился 15 февраля 1959 года в военном городке Урман Иглинского района Республики Башкортостан в семье военнослужащего.
С 1974 по 1980 год работал разнорабочиим, на Уфимском заводе гибких валов.
В 1980 году закончил Государственный Центральный ордена Ленина институт физической культуры, г. Москва по специальности физическая культура и спорт.
С 1980 по 1983 год аспирант Проблемной лаборатории отделения биомеханики Государственного Центрального ордена Ленина института физической культуры, г. Москва по специальности физическая культура и спорт.
С 1981 по 1983 год преподаватель Московского медицинского стоматологического института им. И. А. Семашко.
С 1985 по 1986 год старший преподаватель Башкирского государственного университета (ныне Уфимский университет науки и технологий).
С 1986 по 2013 год проходил военную службу в Вооруженных Силах. Полковник запаса.
С 2002 по 2015 год — председатель Совета Регионального общественного Фонда поисковых отрядов Республики Башкортостан.
С 2013 г. основатель Поискового движения России в Республике Башкортостан.
Инициатор создания Обобщенного электронного банка данных "Мемориал" obd-memorial.ru (ОБД) содержащий информацию о советских воинах, погибших, умерших и пропавших без вести в годы Великой Отечественной войны 1941 -1945 гг., а также в послевоенный период.
С 2009 по 2013 г. — входил в состав Общественной палаты Республики Башкортостан I и II составов.
В 2013 году 22 марта Президент Башкортостана Рустэм Хамитов своим указом назначил Ильдара Бикбаева руководителем Аппарата Общественной палаты Республики Башкортостан.
22 июня 2014 года Башкортостанское региональное отделение политической партии «Патриоты России» выдвинуло кандидатом на пост Президента Башкортостана Ильдара Бикбаева. 18 июля 2014 года Бикбаев первым из кандидатов прошёл муниципальный фильтр и предоставил в ЦИК Башкортостана подписи 479 депутатов в свою поддержку. В итоге на выборах Президента Башкортостана победу одержал кандидат от партии «Единая Россия» Рустэм Хамитов, который получил 81,71 % голосов избирателей, а Ильдар Бикбаев набрал 2,62 % голосов избирателей.
С 2015 года — член регионального штаба Общероссийского народного фронта.
В сентябре 2016 года избран депутатом Государственной Думы Федерального Собрания Российской Федерации седьмого созыва по Благовещенскому одномандатному избирательному округу № 4. Член комитета Государственной Думы по бюджету и налогам.
С 2022 года заместитель Полномочного представителя Республики Башкортостан при Президенте Российской Федерации.

## Законотворческая деятельность
С 2016 по 2019 год, в течение исполнения полномочий депутата Государственной Думы VII созыва, выступил соавтором 38 законодательных инициатив и поправок к проектам федеральных законов.

## Семья
Воспитал двоих сыновей и двух дочерей.

## Звания, награды
- Медаль ордена «За заслуги перед Отечеством» 2-й степени
- Медаль «За отличие в воинской службе» 1-й степени,
- Медаль «За воинскую доблесть» 1-й степени,
- Медаль «За воинскую доблесть» 2-й степени,
- Медали Министерства Обороны Российской Федерации.
- Почетное звание «Заслуженный работник физической культуры Республики Башкортостан»
- Почетная Грамота Президента Республики Башкортостан
- Грамота Министра культуры СССР
- Благодарность Президента Российской Федерации
- Благодарность Председателя Правительства Российской Федерации
- Благодарность Председателя Государственной Думы Федерального Собрания Российской Федерации
- Благодарности Министра финансов Российской Федерации